# Erlen
Erlen is een gemeente en plaats in het Zwitserse kanton Thurgau, en maakt deel uit van het district Weinfelden.

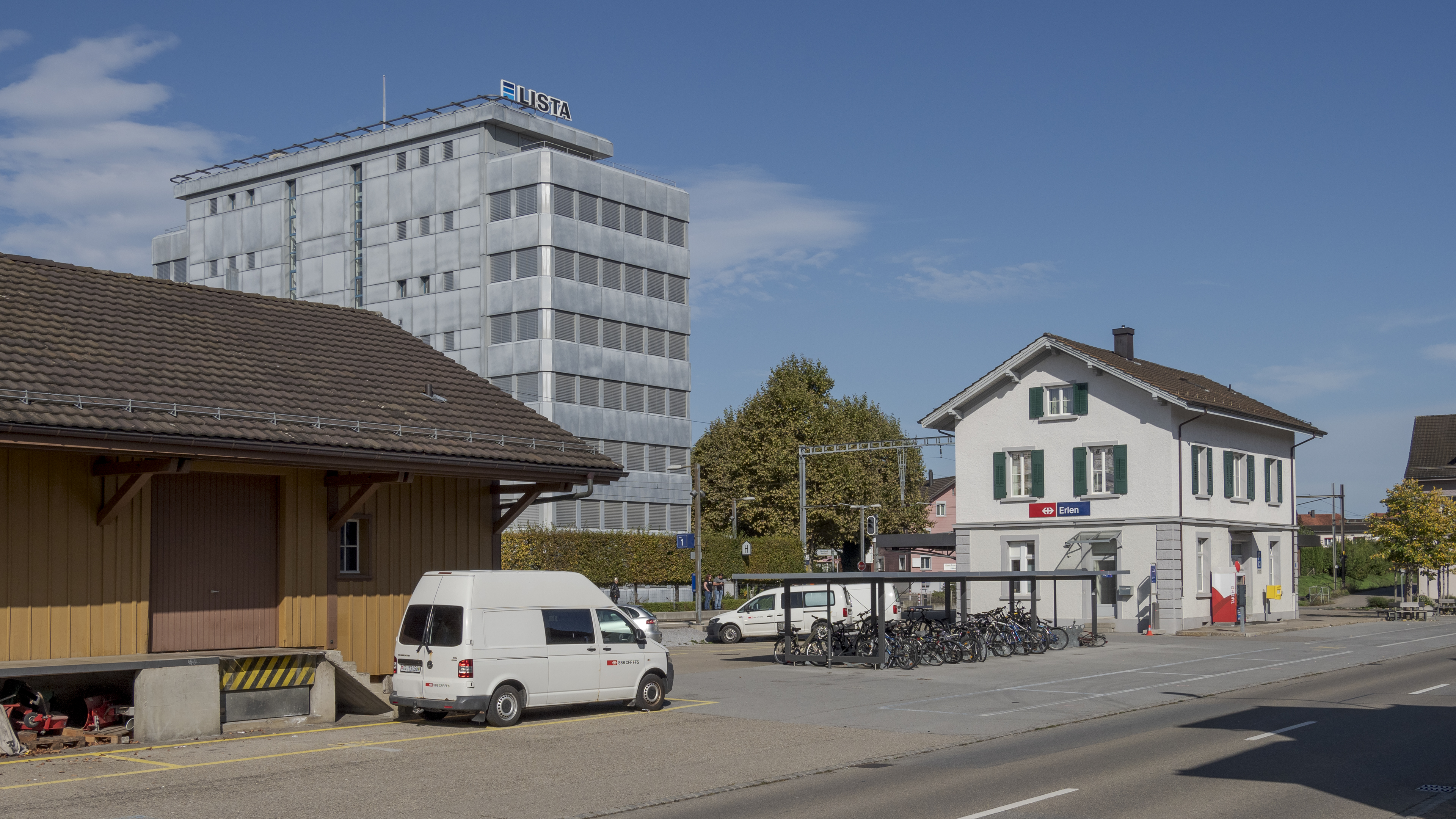
Erlen station

Erlen telt 3794 inwoners (2020).

## Geschiedenis
Tot eind 2010 behoorde de gemeente tot het opgeheven district Bischofszell.